# Thanatodictya handschini
Thanatodictya handschini är en insektsart som beskrevs av Victor Lallemand 1935. Thanatodictya handschini ingår i släktet Thanatodictya och familjen Dictyopharidae. Inga underarter finns listade i Catalogue of Life.